# Hauterives
 Hauterives  là một xã thuộc tỉnh Drôme trong vùng Auvergne-Rhône-Alpes đông nam nước Pháp. Xã Hauterives nằm ở khu vực có độ cao trung bình 346 mét trên mực nước biển.
Sông Galaure chảy theo hướng tây nam qua thị trấn. Lâu đài Palace idéal do Ferdinand Cheval tự xây ở xã này.